# 瓊浦高等学校
瓊浦高等学校（けいほこうとうがっこう,Keiho High School）は、長崎県長崎市伊良林（いらばやし）二丁目にある私立の高等学校。通称「瓊浦」（けいほ）

## 概要
歴史
大正時代、設立者でもあり初代校長の中村安太郎が、男子教育優先の風潮の残る社会情勢の中、女子教育の重要性を痛感し、1925年（大正14年）に「瓊浦女学校」を設立した。1928年（昭和3年）に「瓊浦高等女学校」と改称。戦後の学制改革により1948年（昭和23年）に女子高等学校、翌1949年（昭和24年）に男女共学の高等学校となった。2010年（平成22年）に創立85周年を迎えた。
校名の由来
学校周辺地域の古い呼び名である「瓊ノ浦」（たまのうら）に由来する。
- 「瓊」は美しい玉（宝石）を表し、瓊ノ浦とは「美しい玉（宝石）のように光り輝く海、港」という意味である。
- 「瓊」の漢字が難しく、「浦」も「ほ」と読むことが少ないため、「瓊浦」を読むのも、書くのも、慣れないと困難である。

設置課程・学科
全日制課程 3学科
- 普通科
  - 龍馬コース - 大学・短期大学への進学、就職ともに高レベルでの教育を行う。平成25年度生からスタート。（過去に存在した「進学コース」は、平成27年度に当コースへ統合。）
  - 普通コース - 専門学校への進学や公務員、就職を目標とする。

- 情報ビジネス科（商業に関する学科）
  - 学校での座学とインターンシップ（職業体験）等の実習を通して商業に関する知識、情報処理に関する技術、資格を身につけ、就職に備える。
    - 専門科目 - ビジネス基礎、課題研究、総合実践、商業技術、マーケティング、簿記、原価計算、情報処理、文書デザイン、ビジネス情報等。

- 機械科（工業に関する学科）
  - 龍馬コース - 普通科を参照。
  - 普通コース - 従来通り、座学・実習を通して機械の知識、取扱いの技術、資格を身につけ、エンジニアを養成する。なお、これには正式なコース名はない。
    - 専門科目 - 工業技術基礎、課題研究、総合実践、機械実習、機械製図、工業数理基礎、情報技術基礎、機械工作、機械設計、原動機、電気基礎等。

校訓
「誠実・和・勤勉」 - 高等女学校時代の校訓は「謙譲・勤勉・真心」であった。
キャッチフレーズ
「龍馬に聞かせよう。その夢を、未来への想いを。瓊浦-けいほ-Family」
校章
1949年（昭和24年）男女共学の新制高等学校の開校に伴い、瓊浦女学校時代のものは廃止され、選考委員会のもとで新しい校章が制定された。当時在職の教職員、西村勝巳によるデザインで、3枚の柏の葉と勾玉を背景に「高」の文字が置かれている。柏の葉は男子の質実剛健の気風を表し、勾玉は真心・誠実を意味し、女学校時代の伝統を継承している。
校歌
1952年（昭和27年）に制定。校章と同じく作詞・作曲ともに当時在職の教員（作詞は寺田徹（国語）・作曲は三浦真（音楽））によるもの。歌詞は3番まであり、各番とも「瓊浦 瓊浦 我等の学園」で終わる。歌詞の中には、「瓊浦」という校名の由来となった長崎の古名「瓊ノ浦」（たまのうら）や、創立以来教育精神に影響を与えた昭憲皇太后の歌に由来する「金剛石」（こんごうせき）といった言葉が入っている。
制服
男女はブレザー。

## 沿革
高等女学校・新制高等学校（女子校）時代
- 1925年（大正14年）
  - 3月20日 - 「瓊浦女学校」設立認可が申請される。
    - 申請者 - 中村安太郎（長崎県立長崎中学校[4] 元校長）
    - 場所 - 長崎市桜馬場町135番地。

  - 3月29日 - 上記申請が認可される。
  - 4月1日 - 「瓊浦女学校」が開校。
    - 学校種・学年・課程 - 4年制高等女学校。併せて実習（2年制）・専攻科（1年制）も付設。
    - 初代校長 - 中村安太郎（申請者と同じ）
- 1928年（昭和3年）4月 - 「瓊浦高等女学校」と改称。
- 1929年（昭和4年）2月1日 - 4年制・5年制を併置。
- 1935年（昭和10年）10月 - 伊良林（現在地）にグラウンドが完成。
- 1938年（昭和13年）8月26日 - 初代校長 中村安太郎逝去に伴い、学校葬を執行。第2代校長就任。
- 1943年（昭和18年）4月8日 - 学校設置者が財団法人瓊浦学園となる。
- 1945年（昭和20年）8月9日 - 長崎への原爆投下により、三菱重工長崎兵器製作所に学徒動員中の職員1名（三宅ミヤ）・生徒55名死亡、22名が重傷。
- 1947年（昭和22年）4月12日 - 学制改革（六・三制の実施）により新制中学校を併設（以下・併設中学校）し、「瓊浦高等女学校・瓊浦学園中学校」となる。
  - 高等女学校の生徒募集を停止。
  - 高等女学校1・2年修了者を併設（新制）中学校の2・3年生として収容。
  - 併設中学校は経過措置としてあくまで暫定的に設置されたため、新たに生徒募集は行われず、在校生が2・3年生のみの中学校であった。
  - 高等女学校3・4年修了者はそのまま高等女学校に在籍し、4・5年生となった（4年修了時点で卒業することもできた）。
- 1948年（昭和23年）4月1日 - 学制改革（六・三・三制の実施）により、新制高等学校「瓊浦女子高等学校・瓊浦中学校」が発足。 
  - 高等女学校卒業者（5年修了者）を新制高校3年生、高等女学校4年修了者を新制高校2年生、併設中学校卒業生（3年修了者）を新制高校1年生として収容。
  - 併設中学校は新制高等学校に継承される。

新制高等学校（男女共学）
- 1949年（昭和24年）4月12日 - 「瓊浦高等学校・瓊浦中学校」と改称し、男女共学となる[5]。
- 1950年（昭和25年）
  - 2月18日 - 県下の私立では初めて夜間部定時制を設置。
  - 4月1日 - 全日制 家庭科を設置。
- 1951年（昭和26年）
  - 3月10日 - 学校設置者が学校法人瓊浦学園となる。
  - 4月1日 - 全日制 商業科を設置。
  - この年 - 伊良林グラウンドに木造の校舎が建設される。
- 1952年（昭和27年）3月7日 - 校歌を制定（作詞 - 寺田徹／作曲 - 三浦真）
- 1954年（昭和29年）
  - 4月1日 - 桜馬場校舎を第一校舎として女子を収容。伊良林校舎を第二校舎として男子を収容。
  - 7月 - 全日制の生徒会が発足。
  - 9月 - 定時制の生徒会が発足。
- 1955年（昭和30年）
  - 3月31日 - 瓊浦中学校を廃止。
  - 10月16日 - 創立30周年記念式典を挙行。
- 1962年（昭和37年）
  - 3月31日 - 家庭科を廃止。
  - 4月 - 伊良林に女子部校舎（鉄筋コンクリート造3階）が完成したため、定時制を桜馬場校舎に残し、女子部が伊良林に移転。
- 1964年（昭和39年）1月 - 体育館（現・第1体育館）が完成。
- 1965年（昭和40年）11月20日 - 創立40周年記念式典・第2体育館（現・武道場）落成式を挙行。
- 1966年（昭和41年）9月 - 第3体育館が完成。
- 1968年（昭和43年）4月1日 - 造船科を設置。
- 1969年（昭和44年）5月 - 女の都（めのと）グラウンドが完成。
- 1971年（昭和46年）3月 - 桜馬場にあった女子寄宿舎を廃止。
- 1972年（昭和47年）3月 - 定時制を伊良林校舎に移し、桜馬場校舎を廃止。
- 1975年（昭和50年）3月 - 第22回卒業生を最後に、定時制を廃止。
- 1976年（昭和51年）
  - 3月 - 管理棟・教室棟・校門が完成。
  - 10月 - 創立50周年記念式典を挙行。初代校長中村安太郎の胸像（富永直樹作）を建立。
- 1977年（昭和52年）
  - 6月25日 - 同窓会が発足。
  - 8月 - バドミントン部男子全国高等学校総合体育大会で団体3位。
- 1979年（昭和54年）
  - 4月 - 造船科を機械科に改称。
  - 9月 - 校舎のそばにグラウンドが完成。
- 1980年（昭和55年）
  - 5月 - 田手原グラウンド（野球場）が完成。
  - 7月 - 女の都グラウンドを廃止。
  - 8月 - 第62回全国高等学校野球選手権大会に初出場。
- 1983年（昭和58年）12月 - 陸上部男子全国高等学校駅伝競走大会初出場。
- 1985年（昭和60年）
  - 3月 - ハンドボール部男子全国高等学校選抜大会準優勝。
  - 11月 - 創立60周年記念式典並びに記念事業の落成式を挙行。原爆殉難者慰霊碑、「笑う少女」像（北村西望作）を建立。
- 1991年（平成3年）
  - 3月 - 第63回選抜高等学校野球大会（春のセンバツ甲子園）に初出場。
  - 8月 - 第73回全国高等学校野球選手権大会（夏の甲子園大会）に出場し、春夏連続出場を果たす。
- 1994年（平成6年）7月 - 原爆殉難者50回忌を慰霊碑前で執行。記念碑を建立。
- 1995年（平成7年）9月 - 創立70周年記念碑の校訓碑を建立。
- 1999年（平成11年）- 機械科への女子生徒募集を開始。
- 2000年（平成12年）
  - 3月 - 全国高等学校選抜大会でハンドボール部が準優勝。
  - 8月 - 全国高等学校総合体育大会でハンドボール部準優勝。
  - 12月 - 陸上部男子、第50回全国駅伝大会へ出場し23位。
- 2001年（平成13年）
  - 3月 - 全国高等学校選抜大会で、ハンドボール部が2年連続準優勝。
  - 8月 - 全国高等学校総合体育大会で、男子ハンドボール部が優勝。
  - 10月 - 2001年みやぎ国体、少年男子ハンドボール競技で初優勝。
- 2004年（平成16年）
  - 8月 - 全国高等学校総合体育大会で、男子ハンドボール部が準優勝。
  - 10月 - 2004年埼玉国体、少年男子ハンドボール競技2回目の優勝。
- 2005年（平成17年）11月12日 - 創立80周年記念式典を長崎市公会堂で挙行。
- 2006年（平成18年）
  - 4月1日 - 商業科を情報ビジネス科に改組。
  - 8月 - 全国高等学校総合体育大会（近畿ブロック）で、柔道個人100kg級で第3位。
- 2009年（平成21年）4月 - 制服をリニューアル。
- 2010年（平成22年）8月 - 全国高等学校総合体育大会で、男子ハンドボール部準優勝。
- 2013年（平成25年）4月 - 普通科・機械科に「龍馬コース」を新設。
- 2015年（平成27年）
  - 4月 - 進学コースを龍馬コースに統合。同時に普通科・機械科合同学級の教室を分離。
  - 11月8日 - 創立90周年記念式典を長崎ブリックホールで挙行。

## 施設
管理棟
- 管理棟（図書館）

学年棟
- 1年生棟（音楽室）
- 2年生棟（保健室、視聴覚室）
- 3年生棟（LL教室、就職指導室、商業実践室、進学指導室、視聴覚室）
- シンボルタワー

特別棟
- A教室棟
- B教室棟
- 家庭科棟（作法室、調理室）
- 機械科棟（パソコン室、NC旋盤室、機械工作室、製図室、鋳造室、溶接室）

体育館
- 第1体育館（2階アリーナ、メモリアルホール、電算室、美術室）
- 第2体育館
- 総合体育館（1階トレーニングルーム、1階柔道場、2階アリーナ、3階アリーナ）
- クラブ棟

校舎外
- 中庭（ピロティ、笑う少女像、記念碑）
- 校内グラウンド
- 田手原（たでわら）総合グラウンド（室内練習場）

## 学校行事
1学期
- 4月 - 始業式、入学式、実力テスト、対面式、新入生宿泊研修（国立諫早青少年自然の家）、遠足、身体測定
- 5月 - 中間考査、PTA総会、授業参観、進路ガイダンス、心理テスト、高総体推戴式
- 6月 - 創立記念日、長崎県高総体、NHK杯、就職模試、大学見学会
- 7月 - 学校見学会、期末考査、勤労体験学習、生徒総会、三者面談、終業式
- 8月前半 - 夏期補習、学習合宿（高3希望者、3泊4日、ホテル長崎）、平和学習、模擬面接

2学期
- 8月後半 - 始業式
- 9月 - 実力考査、体育祭（3学年縦割り、4色対抗）、中間考査
- 10月 - 球技大会、勤労体験学習、長崎県総文祭、就職模試
- 11月 - 瓊浦祭（文化祭、合唱コンクール）、人権学習、就職模試、県駅伝大会
- 12月 - 期末考査、進路ガイダンス、インターンシップ（情報ビジネス科2年）、造船所見学（機械科2年、西海市の大島造船所を見学）、冬期補習、終業式

3学期
- 1月 - 始業式、実力考査、大学入試センター試験、卒業試験、進路適性検査、課題研究発表会
- 2月 - 修学旅行（高2、4泊5日、スキー研修+自主研修）、伊良林地区清掃（近隣の鳴滝高校、市立伊良林小学校、市立桜馬場中学校と合同で行う）、同窓会入会式
- 3月 - 卒業式、教科書販売、強歩大会（高1・高2、30kmを班に分かれて行う）、修了式、学級編成試験、学用品販売

## 部活動
運動部
- 空手道部
- 剣道部
- 柔道部
- 卓球部
- サッカー部
- バスケットボール部
- ハンドボール部
- バレーボール部
- バドミントン部
- 野球部
- 水泳部
- 陸上部

文化部
- 応援部
- 演劇部
- 理科部
- 放送部
- 吹奏楽部
- 語学部
- 美術部
- 写真部
- 陶芸部
- 図書部
- 新聞部
- エイサー同好会
- 和太鼓サークル
- ロボット同好会
- レオクラブ
- 囲碁同好会

## 著名な出身者
- 石川広志（ミュージシャン）
- 大石一男（写真家、フォトジャーナリスト）
- 下柳剛（元プロ野球選手）
- 本西厚博（元プロ野球選手）
- 山口信二（元プロ野球選手）
- 御手洗貴暁（プロバスケットボール選手、元レラカムイ北海道）
- 高岡大輔（プロバスケットボール選手、仙台89ERS）
- 小久保眞（プロバスケットボール選手、レノヴァ鹿児島）
- 大仁田厚（元参議院議員）（中退）

## アクセス
スクールバス
諫早市・東長崎方面からスクールバスを運行している。運行会社はセントラルサービス。
路線バス
- 長崎県交通局（長崎県営バス）「蛍茶屋」・「中川町」で下車後、徒歩10～15分。
- 長崎自動車（長崎バス）が運行する長崎総合科学大学スクールバスもしくは南高スクールバス「蛍茶屋」・「中川町」・「矢の平三丁目」で下車後、徒歩10～15分。

長崎市乗合タクシーが矢の平・伊良林地区で運行されている。学校がフリー乗降区間内にあるため学校のすぐそばで乗降できる。
路面電車停留場
- 長崎電気軌道蛍茶屋支線新中川町停留場・新大工町停留場下車、徒歩約10分。

## 周辺
- 長崎市立伊良林小学校（国道34号から見て、伊良林小学校裏の坂の上に瓊浦高校がある）
- 坂本龍馬ゆかりの場所がある。
  - 亀山社中跡
  - 風頭山（標高152m）
  - 風頭公園

## 不祥事
バドミントン部の40代監督が生徒に日常的に殴る、蹴る、髪をつかむなどの暴行をしていると報道された。学校側は「指導」であると釈明している。